# María Jesús Ruiz Ruiz
María Jesús Ruiz Ruiz (n. Ágreda; 5 de junio de 1960) es una política española, de la Plataforma del Pueblo Soriano, que ocupó el cargo vicepresidenta de la Junta de Castilla y León de octubre de 2004 a julio de 2007, y más tarde fue senadora por la Comunidad Autónoma de Castilla y León de julio de 2011 a julio de 2015. 

## Trayectoria
Nacida en la localidad soriana de Ágreda el 5 de junio de 1960, es licenciada en Derecho.
Fue alcaldesa de su localidad natal desde 1991 a 2003 y presidenta de la diputación provincial de Soria entre 1994 y 2003. Es consejera de Medio Ambiente de la Junta de Castilla y León desde 2003, y desde 2004 también vicepresidenta primera de la Junta. Fue diputada por la provincia de Soria en el Congreso entre el 27 de marzo de 2000 y el 3 de julio de 2003,y procuradora en las Cortes de Castilla y León por la misma circunscripción en su VII Legislatura.
Fue senadora por designación autonómica de las Cortes de Castilla y León en las Cortes Generales entre el 13 de julio de 2011 y el 19 de julio de 2015.
En marzo de 2019, tras darse de baja en el Partido Popular, se ha incorporado a la Plataforma del Pueblo Soriano para encabezar la lista del partido por el Senado. 